# Петър Петров (лекоатлет)
Вижте пояснителната страница за други личности с името Петър Петров.
Петър Николов Петров, роден на 17 февруари 1955 г. в Свищов, област Велико Търново, е бивш български лекоатлет, специализирал се в бягане на 100 метра.
През 1973 г. печели два сребърни европейски младши медала за бягане на 100 и 200 метра.
Той е финалист на 100 метра на Олимпийските игри през 1976 г., където се класира осми.
Два пъти е победител на полуфиналите на Европейската купа — през 1977 г. и 1979 г.
Печели три медала на Европейския шампионат по атлетика (на закрито) и сребърен медал на Лятната универсиада през 1977 г.
Печели също седем титли на Балканските игри.
Той достига втория си олимпийски финал на Олимпийските игри през 1980 г., където печели бронзов медал за 100 метра. Той финишира след Алън Уелс и Силвио Леонард. Петров се състезава и на 200 метра, но е елиминиран на четвъртфинала. Освен това, заедно с Владимир Иванов, Ивайло Караньотов и Павел Павлов, е член на българския отбор за щафета 4x100 м, който завършва шести на финала.
Петров завършва осми на щафетата 4x100 м на Европейския шампионат по лека атлетика през 1982 г., заедно с Караньотов, Николай Марков и Иван Тупаров.
На национално ниво Петров печели девет титли по спринт на открито и пет титли по 60 м на закрито.
Личният му рекорд е 10.13 секунди, постигнат на Олимпийските игри през 1980 г. Това е и българският рекорд.

## Постижения
| Година | Турнир                                | Стадион                  | Резултат | Състезание |
| ------ | ------------------------------------- | ------------------------ | -------- | ---------- |
| 1976   | Европейски шампионат (на закрито)     | Мюнхен, Западна Германия | трети    | 60 метра   |
| 1977   | Универсиада                           | София, България          | втори    | 100 метра  |
| 1978   | Европейски шампионат (на закрито)     | Милано, Италия           | втори    | 60 метра   |
| 1978   | Европейски шампионат по лека атлетика | Прага, Чехословакия      | четвърти | 100 метра  |
| 1979   | Европейски шампионат (на закрито)     | Виена, Австрия           | трети    | 60 метра   |
| 1980   | Олимпийски игри                       | Москва, СССР             | трети    | 100 метра  |